# Pat Davidson
Pour les articles homonymes, voir Davidson.
Patricia A. (Pat) Davidson (née le 30 juin 1946 à Petrolia, Ontario) est une femme politique canadienne

## Biographie
Elle est actuellement députée à la Chambre des communes du Canada, représentant la circonscription gentiléféminin de Sarnia—Lambton depuis 2006 sous la bannière du Parti conservateur du Canada. Davidson a anciennement été maire de Wyoming (Ontario) de 1991 à 2000 et de Plympton-Wyoming (Ontario) de 2001 à 2006. Elle a été élue en 2006 en défaisant le député libéral sortant Roger Gallaway par plus de 4000 voix.